# Krk
Krk (phát âm [kr̩̂k]; tiếng Đức: Vegl; tiếng Latinh: Curicta; tiếng Ý: Veglia; tiếng Dalmatia Vegliot: Vikla; tiếng Hy Lạp cổ đại Kyrikon, Κύρικον) là một hòn đảo của Croatia nằm ở phía bắc của biển Adriatic, gần thành phố Rijeka trong vịnh Kvarner và thuộc huyện Primorje-Gorski Kotar. KRK nối liền với lục địa nhờ cầu Krk, được hoàn thành 1980. Trung tâm hành chính là thành phố Krk.
Trong nhiều năm, Krk has được xem là hòn đảo Adriatic lớn nhất, với một diện tích là 405,78 km2 (156,67 dặm vuông Anh), tuy nhiên với sự đo lường gần đây cho thấy Cres một hòn đảo bên cạnh cũng có một diện tích tương đương. Krk là đảo Adriatic có dân số đông nhất, tổng cộng là 19.286 (2011) người.

## Địa lý
Trong những đảo của Croatia, Krk có nhiều làng cư trú nhất, tổng cộng là 68. Đảo này được chia ra theo truyền thống làm 7 xã:
- Baška (dt. Weschke, it. Besca): 1.752 dân
- Dobrinj (dt. Dobrauen, it. Dobrigno): 2.108 dân
- Malinska-Dubašnica (dt. Durischal, it. Malinsca): 3.394 dân
- Omišalj (dt. Moschau, it. Castelmuschio): 3.098 dân
- Punat (dt. Sankt Maria, it. Ponte): 2.028 dân
- Stadt Krk, 6.494 dân (2011)
- Vrbnik (dt. Vörbnick, it. Verbenico): 1.245 dân

Ở trên đảo Krk cũng có 2 hồ (Jezero và Ponikve), một vài con sông nhỏ, trong đó có Vela Rika, Dobrinjski Potok, Vretenica, và nhiều hang động.

## Kinh tế và cơ sở hậu cần
Vùng trồng nho làm rượu Krk (kroat. Krčko vinogorje) được biết tới nhờ loại nho trắng Žlahtina, mà đã được trồng lâu đời tại xã Vrbnik, ngoài ra cây Ô Liu cũng được trồng nhiều ở đảo này. Vì là vùng đất Karst (đá vôi) ít có nhiều điều kiện trồng trọt, nên từ hàng trăm năm nay họ sống nhờ nuôi dê, cừu để lấy len, thịt và làm Pho mát dê.
Krk sống chủ yếu nhờ khách du lịch, và vì gần Nam Đức, Áo, Thượng Ý nên là một nơi du lịch đông khách. Sau khi khối Đông Âu sụp đổ lại có nhiều du khách đến từ Hungary, Cộng hòa Séc, Romania và các nước Đông Âu khác. Ở phía Đông Bắc đảo có phi trường quốc tế Rijeka (RJK).

## Hình ảnh

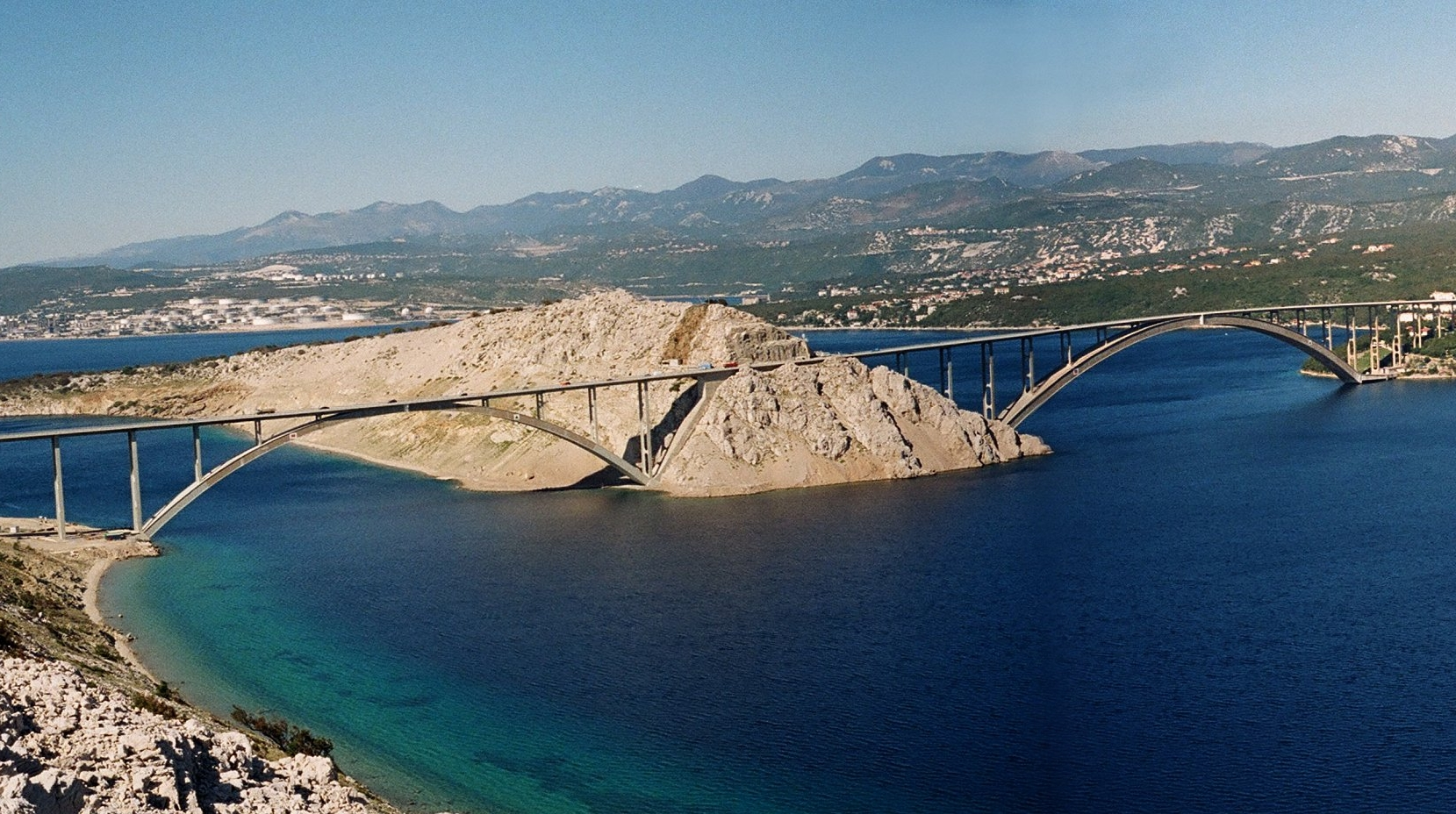
Cầu nối Krk với đất liền
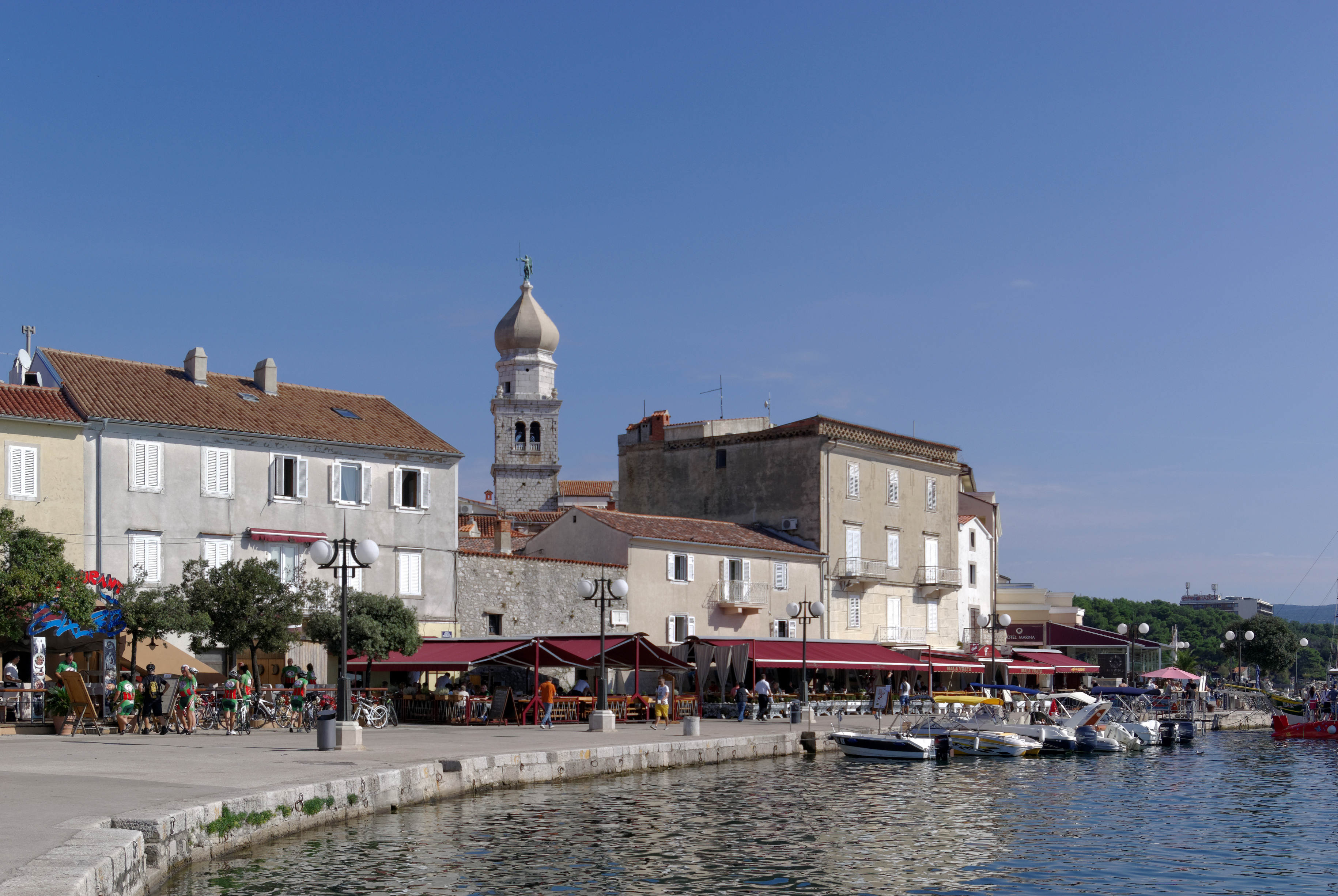
Cảng ở thành phố Krk
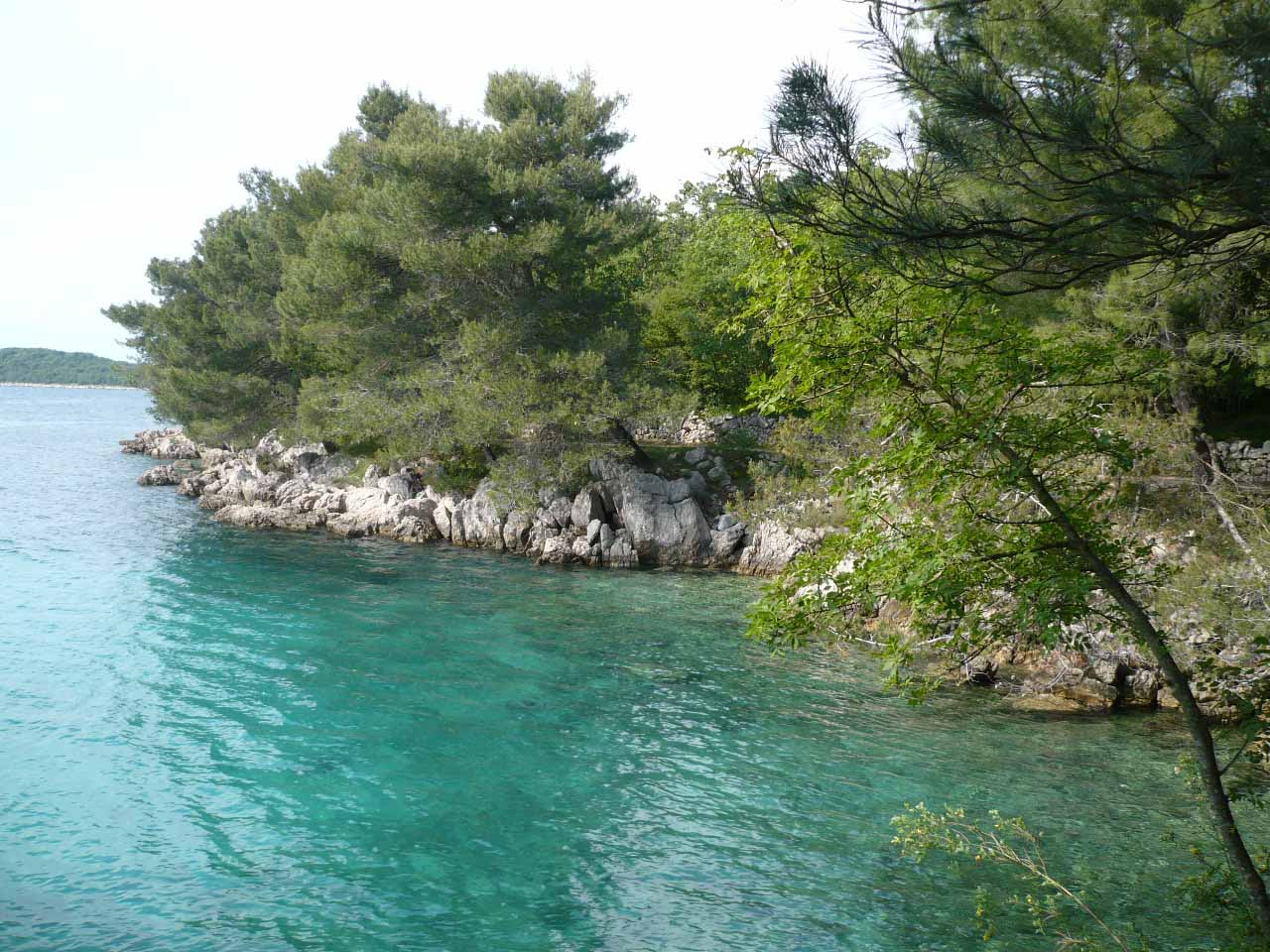
Bờ biển đá tiêu biểu của đảo Krk
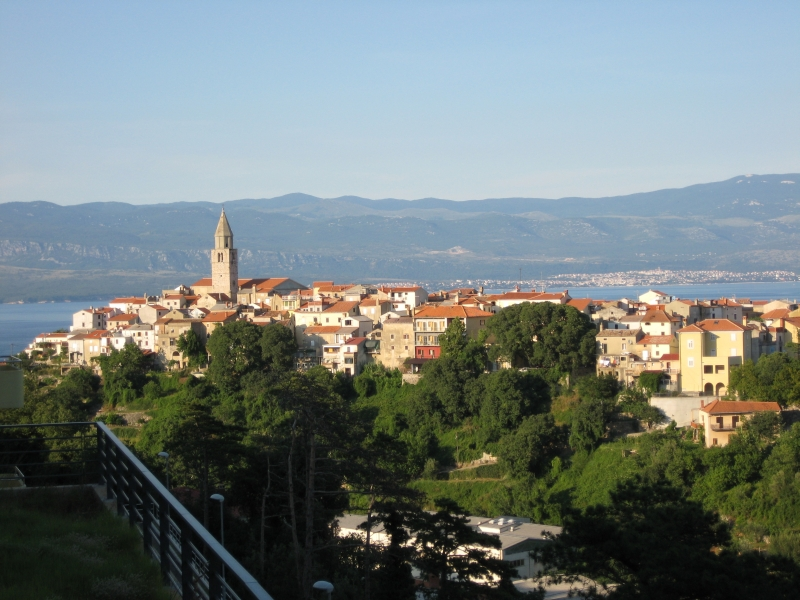
Thành phố Vrbnik ở Krk
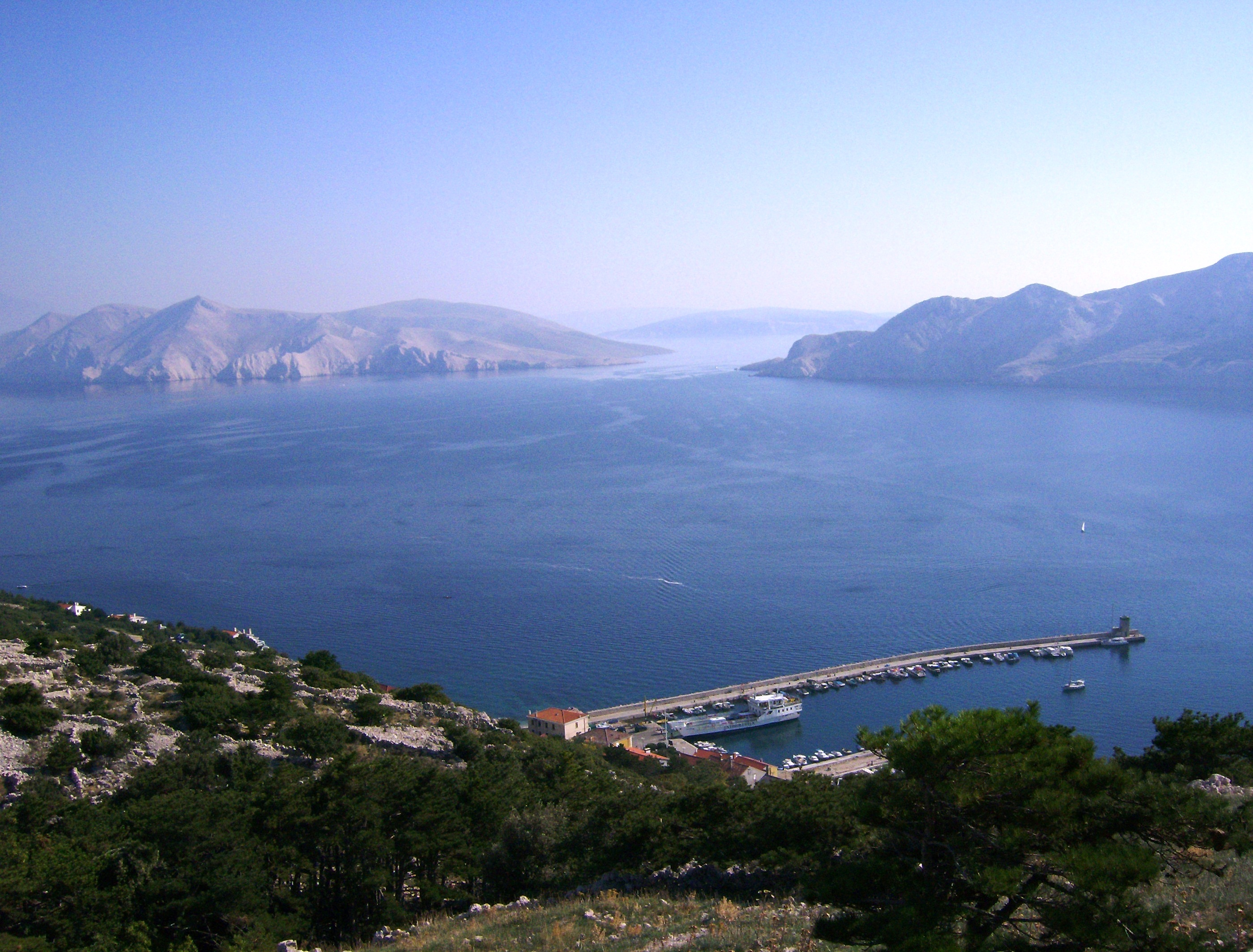
Nhìn từ một ngọn đồi xuống Baška